# Biélorussie au Concours Eurovision de la chanson 2012
La Biélorussie a participé au Concours Eurovision de la chanson 2012 et a sélectionné sa chanson et son artiste à travers une sélection nationale intitulé Eurofest 2012 qui comprend une demi-finale et une finale et qui est organisée par le diffuseur biélorusse BTRC. C'est le groupe Litesound qui a remporté cette sélection et qui représente le pays à Bakou avec la chanson We Are the Heroes, écrite par Vladimir et Dmitry Karyakin.

## Eurofest 2012
Le 18 octobre 2011, BTRC débute l'appel aux chansons pour sa sélection nationale Eurofest 2012. Après deux années de pause, la sélection nationale Eurofest est de retour pour sélectionner le représentant biélorusse. Les chansons doivent être envoyés entre le 1er et le 25 novembre 2011 pour essayer de faire partie de la sélection.
Après cela, un jury a choisi 15 chansons qui ont été présentées lors d'une demi-finale qui a eu lieu le 21 décembre 2011. À la suite de cette demi-finale, cinq chansons se sont qualifiés pour la finale qui a lieu le 14 février 2012. Lors de la finale, le vainqueur est déterminé par le vote du public (50 %) et par un jury professionnel (50 %). Des journaux spéciaux Eurofest sont également diffusés durant la durée de la sélection.
Le 24 février 2012, le président biélorusse a conduit une enquête qui a mené à la victoire « injuste » de Alena Lanskaya à l'Eurofest 10 jours plus tôt. En effet, la rumeur disait qu'elle et ses producteurs avaient truqué le télévote afin de recevoir les 12 points de celui-ci et de gagner ainsi la sélection. Le président ordonne une enquête immédiate et il est plus tard confirmé que la rumeur était vraie. Par conséquent, le 26 février, Alena Lanskaya est disqualifié. Litesound, qui avait obtenu la seconde place lors de l'Eurofest, sont choisis en interne le 27 février pour être les nouveaux représentants de la Biélorussie au Concours Eurovision de la chanson 2012.
| Numéro | Artiste                             | Chanson               | Paroles (p) / Musique (m)                          |
| ------ | ----------------------------------- | --------------------- | -------------------------------------------------- |
| 01     | Anna Blagova                        | You                   | Anna Blagova, Victor Rudenko                       |
| 02     | German                              | Keep faith            | Dmitry Karpinchik, Yuri Mantachik                  |
| 03     | Aura                                | Hands up!             | Eugene Oleinik, Julia Bykova, Svetlana Geraskova   |
| 04     | Alexandra Gaiduk et Natalia Baldina | Loveless              | Maxim Oleinikov, Andrey Glushko, Alyona Gorbachova |
| 05     | Gunesh                              | And morning will come | Isa Melikov, Zahra Badabeyli                       |
| 06     | Anastasia Vinnikova                 | Shining in twilight   | Yuri Vashchuk, Leonid Shirin                       |
| 07     | The Champions                       | It’s your time        | Olisa Emeka Orakposim, Vyacheslav Lyschik          |
| 08     | Yan Zhenchek et Outerplain          | We are the candles    | Yan Zhenchek                                       |
| 09     | Ekivoki                             | Number one            | Alexander Sukharev, Dmitry Apolenis                |
| 10     | Victoria Aleshko                    | Dream                 | Eugene Oleinik, Julia Bykova, Svetlana Geraskova   |
| 11     | Alena Lanskaya                      | All my life           | Leonid Shirin, Yuri Vashchuk                       |
| 12     | Uzari                               | The winner            | Yury Navrotsky                                     |
| 13     | Nuteki                              | Superheroes           | Michael Makarashvilli                              |
| 14     | Litesound                           | We are the heroes     | Vladimir, Dmitry Karyakin                          |
| 15     | Thriller                            | Message to the world  | Ivan Lutsenko, Anna Gorbachev                      |

| Numéro | Artiste          | Chanson           | Auteurs                                          | Télévote | Place |
| ------ | ---------------- | ----------------- | ------------------------------------------------ | -------- | ----- |
| 1      | Alena Lanskaya   | All My Life       | Leonid Shirin, Yuri Vashchuk                     | 12       | 1     |
| 2      | Gunesh           | Tell me why?      | Isa Melikov, Zahra Badabeyli                     | 8        | 3     |
| 3      | Victoria Aleshko | Dream             | Eugene Oleinik, Julia Bykova, Svetlana Geraskova | 7        | 4     |
| 4      | Litesound        | We Are the Heroes | Vladimir, Dmitry Karyakin                        | 10       | 2     |
| 5      | Uzari            | The Winner        | Yury Navrotsky                                   | 6        | 5     |

## À l'Eurovision
La Biélorussie participe à la deuxième demi-finale et passe en 5e position entre Malte et le Portugal.
Lors de cette demi-finale, le pays termine à la 16e place avec 35 points et ne se qualifie donc pas pour la finale.

### Points accordés à la Biélorussie
| 12 points | 10 points | 8 points  | 7 points   | 6 points               |
| --------- | --------- | --------- | ---------- | ---------------------- |
| - Ukraine |           | - Géorgie | - Lituanie |                        |
| 5 points  | 4 points  | 3 points  | 2 points   | 1 point                |
|           | - Malte   |           | - Croatie  | - Macédoine - Pays-Bas |

### Points accordés par la Biélorussie
| 12 points | Ukraine   |
| 10 points | Lituanie  |
| 8 points  | Serbie    |
| 7 points  | Suède     |
| 6 points  | Géorgie   |
| 5 points  | Malte     |
| 4 points  | Estonie   |
| 3 points  | Norvège   |
| 2 points  | Macédoine |
| 1 point   | Croatie   |

| 12 points | Russie      |
| 10 points | Ukraine     |
| 8 points  | Lituanie    |
| 7 points  | Azerbaïdjan |
| 6 points  | Suède       |
| 5 points  | Moldavie    |
| 4 points  | Estonie     |
| 3 points  | Malte       |
| 2 points  | Macédoine   |
| 1 point   | Irlande     |